# Мури (Козенца)
Мури је насеље у Италији у округу Козенца, региону Калабрија.
Према процени из 2011. у насељу је живело 132 становника. Насеље се налази на надморској висини од 191 м.